# Xiomara Blandino
Xiomara Gioconda Blandino Artola (sinh ngày 10 tháng 9 năm 1984) là một nữ hoàng sắc đẹp đến từ Managua, Nicaragua. Cô là người đẹp đã đại diện cho Nicaragua tham dự cuộc thi Hoa hậu Hoàn vũ 2007 tổ chức tại Mexico và lọt vào Top 10 chung kết.

## Cuộc sống riêng tư
Xiomara Blandino sinh ra và lớn lên tại thành phố Managua, thủ đô của Nicaragua trong một gia đình gồm có cha, mẹ, Xiomara và một em trai. Xiomara rất yêu thích các điệu múa ballet truyền thống của Nicaragua, các giai điệu mang âm hưởng latinh và vũ điệu flamenco. Sở thích của cô là dành thời gian bên gia đình và bạn bè, nấu nướng và làm đồ gốm. Cô cũng yêu thích võ thuật và đã có đai đen môn Tae Kwon Do. Xiomara cũng tham gia nhiều hoạt động xã hội, trong đó có việc tuyên truyền nhận thức về bênh ung thư vú.

## Những cuộc thi sắc đẹp
Xiomara Blandino từng đăng quang trong cuộc thi hoa hậu Carnaval tổ chức tại thủ đô Managua của Nicaragua vào năm 2006. Sang năm 2007, cô đoạt danh hiệu Hoa hậu Managua và đại diện cho vùng thủ đô tham dự cuộc thi Hoa hậu Nicaragua 2007. Kết quả, cô đã giành chiến thắng và quyền đại diện cho nước này tại cuộc thi Hoa hậu Hoàn vũ 2007 tổ chức tại Thành phố Mexico, México. Trong đêm chung kết, cô đã lọt vào Top 15 thí sinh đẹp nhất. Ở phần thi áo tắm, cô được 8,171 điểm và lọt tiếp vào Top 10. Trong phần thi trang phục dạ hội, cô được 7,674 điểm. Với những thành tích đã đạt được, Xiomara Blandino đã trở thành Hoa hậu Nicaragua đầu tiên trong vòng 30 năm trở lại đây lọt vào đêm chung kết xếp hạng của cuộc thi Hoa hậu Hoàn vũ. 
Cùng năm đó, cô cũng tham gia cuộc thi Nữ hoàng Du lịch Quốc tế 2007 được tổ chức tại Trung Quốc nhưng không được lọt vào bán kết.